# アキレス腱反射
アキレス腱反射（アキレスけんはんしゃ）とは、アキレス腱を軽く叩打すると足が底屈するという腱反射のひとつ。
アキレス腱反射は、脊髄から分枝したS1およびS2神経により起こる。脊髄弓の障害がある場合や神経炎や糖尿病による末梢神経障害、甲状腺機能低下症がある場合には反射が欠如・低下することがある。また上部脊髄損傷や筋萎縮性側索硬化症などでは反射の抑制がとれ、アキレス腱反射が亢進することがある。

## 検査法
患者をベッドや椅子の上で膝立位にし、両足が宙に浮くようにする。患者の背部・腰部はまっすぐにし、両手を壁につけ、肘関節も伸ばす。足関節の力を抜くように伝え、検者が足底を軽く押し、アキレス腱をやや進展させる。ハンマーでアキレス腱の中央部を叩打する。バギンスキー式打腱器など打腱部が重いものが使いやすい。